# Joan Caudullo

a Compétitions nationales et continentales officielles uniquement.

Dernière mise à jour le 13 juillet 2012.
Joan Caudullo, né le 5 janvier 1982, est un joueur de rugby à XV français. Il évolue au poste de talonneur au sein du Montpellier HR puis du Stade montois.
De 2020 à 2024, il est directeur du centre de formation du Montpellier Hérault rugby. Il entraîne également l'équipe espoirs du club avec Anthony Floch. Ils sont rejoints par Gaëlle Mignot en 2021.
Lors de la saison 2022-2023, il devient entraîneur des avants de l'équipe première après le départ d'Olivier Azam. En 2024, il est nommé entraîneur en chef de l'équipe première dans un nouvel encadrement composé de jeunes entraîneurs anciens joueurs du MHR. Il est notamment épaulé par Benoît Paillaugue, Geoffrey Doumayrou et Antoine Battut.

## Carrière

### En club
- 1991-1998 : Rugby club Jacou Montpellier Nord
- 1998-2012 : Montpellier Hérault rugby
- 2012-2017 : Stade montois

### Internationale
- Sélectionné avec l'équipe XV Europe pour affronter les Barbarians français à Bruxelles le 14 novembre 2009 pour le match du 75e anniversaire de la FIRA-AER[4].

## Palmarès
- Championnat de France :
  - Vice-Champion (1) : 2011 avec le Montpellier Hérault rugby.